# Strzelectwo na Letnich Igrzyskach Olimpijskich 1920 – trap
Trap indywidualnie był jedną z konkurencji strzeleckich na Letnich Igrzyskach Olimpijskich 1920. Zawody odbyły się w dniach 23-24 lipca. W zawodach uczestniczyło 53 zawodników z ponad 7 państw. Nazwiska i wyniki większości zawodników startujących w zawodach nie są znane.

## Wyniki
Strzały oddawano z odległości 15 metrów. Maksymalna liczba punktów do zdobycia wynosiła 100.
| Miejsce | Zawodnik                 | Wynik |
| ------- | ------------------------ | ----- |
| 1       | Mark Arie                | 95    |
| 2       | Frank Troeh              | 93    |
| 3       | Frank Wright             | 87    |
| 4       | Frederick Plum           | 87    |
| 5       | Horace Bonser            | 87    |
| 6       | James Montgomery         | 86    |
| 7       | Nordal Lunde             | 85    |
| 7       | Henri Quersin            | 85    |
| 9       | Albert Bosquet           | 84    |
| 9       | Émile Dupont             | 84    |
| 11      | William Hamilton         | 82    |
| 12      | George Whitaker          | 79    |
| —       | George Beattie           | 73    |
| —       | Samuel Vance             | 71    |
| —       | John Black               | 52    |
| —       | Enoch Jenkins            | b.d.  |
| —       | Veli Nieminen            | b.d.  |
| —       | Christiaan Moltzer       | b.d.  |
| —       | 35 nieznanych zawodników |       |